# 쿠줏타라
쿠줏타라는 석가모니의 가장 뛰어난 여성 재가불자(팔리어: 우파시카, 사바카) 중 한 명이었다.
팔리어 대장경의 논장에 따르면, 쿠줏타라는 밧사의 왕 우다야나의 왕비들 중 한 명인 사마바티의 하녀였다. 사마바티 왕비는 석가모니의 설법을 들으러 갈 수 없었기 때문에 쿠줏타라를 대신 보냈는데, 쿠줏타라는 매우 능숙해져서 석가모니의 가르침을 외워 왕비와 대기 중인 500명의 여성들을 가르칠 수 있었다. 이러한 석가모니의 설법을 통해 쿠줏타라, 사마바티 왕비, 그리고 왕비를 기다리던 500명의 여인들은 모두 깨달음의 첫 번째 단계의 열매를 얻게 되었다고 한다.
팔리어 대장경에서 쿠줏타라의 명성은 상윳따 니까야 17.24의 "오직 딸"이라는 제목으로 언급되는데, 석가모니는 충실한 여성 재가 제자들이 사랑하는 딸들에게 다음과 같은 방식으로 권유해야 한다고 설했다:
"친애하는 자여, 그대는 재가자 쿠줏타라와 난다의 어머니 벨루칸다키야처럼 되어야 한다 - 이것이 재가자인 나의 여성 제자들의 기준, 즉 재가자 쿠줏타라와 난다의 어머니 벨루칸다키야의 기준이기 때문이다."
앙굿따라 니까야 4.18.6에도 비슷한 내용이 언급되어 있다. 추가적으로, 앙굿따라 니까야 1.14, 260절에서 석가모니는 쿠줏타라가 "가장 학식이 높은" 재가 여성 제자라고 선언하였다.
.쿳다까 니까야의 이티부타카는 112개의 짧은 설법을 모은 책으로, 쿠줏타라가 석가모니의 설법을 회상하며 쓴 것이다.

## 같이 보기
- 바지라

## 서지
- Bodhi, Bhikkhu (trans.) (2000). The Connected Discourses of the Buddha: A Translation of the Samyutta Nikaya. Boston:Wisdom Publications. ISBN 0-86171-331-1.
- Ireland, John (trans. & intro.) (1999). Itivuttaka: The Buddha's Sayings (excerpts).  Article's "Introduction" is available on-line at http://www.accesstoinsight.org/tipitaka/kn/iti/iti.intro.irel.html#intro.
- Thanissaro Bhikkhu (trans. & intro.) (2001). Itivuttaka: This Was Said by the Buddha. "Translator's Introduction" is available on-line at http://www.accesstoinsight.org/tipitaka/kn/iti/iti.intro.than.html#intro.